# Francisco II de las Dos Sicilias
Francisco II de las Dos Sicilias (en italiano: Francesco II delle Due Sicilie; Nápoles, 16 de enero de 1836-Arco, 27 de diciembre de 1894) fue rey de las Dos Sicilias desde 1859 hasta 1861, siendo el último monarca reinante de ese reino, así como el último de los reyes Borbón de Nápoles. Su reinado finalizó tras las repetidas invasiones de los ejércitos de Giuseppe Garibaldi y Víctor Manuel II de Saboya. Tras ser depuesto, el Reino de las Dos Sicilias fue incorporado al Reino de Italia. Es venerado en la Iglesia Católica, habiendo sido declarado Siervo de Dios por el papa Francisco en 2020. Su fiesta se celebra cada año el 27 de diciembre.

## Biografía

### Juventud y matrimonio
Francisco era el único hijo del rey Fernando II de las Dos Sicilias y su primera esposa, la princesa María Cristina de Saboya. Recibió una educación bastante pobre, y cuando ascendió al trono demostró ser un monarca de carácter débil, fuertemente influido por la segunda esposa de su padre, María Teresa de Austria-Teschen, por los clérigos y por la camarilla reaccionaria de la corte napolitana.
El 8 de enero de 1859, siendo todavía duque de Calabria (príncipe heredero), Francisco contrajo matrimonio con la princesa María Sofía de Wittelsbach, de la casa ducal de Baviera, una rama secundaria de la casa real bávara. La hermana mayor de María Sofía era la Emperatriz Isabel de Austria. El matrimonio con Francisco no se consumó hasta pasados varios años, debido en parte a que el Rey sufría de fimosis. En el año 1862 María Sofía tuvo una relación amorosa con un conde de origen belga, Armand de Lawayss, del que quedó embarazada. Dada su posición y la moral de la época, María Sofía trató por todos los medios de ocultar su preñez, pero tuvo que recurrir finalmente a su familia bávara para encontrar una solución. Allí, en el castillo de Possenhofen, se organizó un consejo de familia en el que se decidió que el fruto de ese embarazo sería apartado de la familia para evitar así el gran escándalo que provocaría la infidelidad a su marido y que traería al mundo un hijo bastardo.
El 24 de noviembre de 1862, dio a luz en el Convento de Santa Úrsula de Augsburgo a una niña, Cristina (algunas fuentes citan que fueron gemelos), que fue entregada rápidamente a la familia de Lawayss. María Sofía prometió no volver a ver a Lawayss y que no trataría de ponerse en contacto con la niña, algo que cumplió a rajatabla, aunque le provocó una profunda depresión que le acompañó el resto de su vida y que se agudizó durante su madurez.
A pesar de ello, la relación marital mejoró después de que Sofía confesara su relación extramatrimonial por consejo de sus hermanas. El Rey se sometió a una operación de fimosis y a finales de 1869 nació la que sería la única hija legítima del matrimonio, Cristina de Borbón-Dos Sicilias, fallecida a los tres meses de nacer.

### Reinado y destronamiento
Francisco ascendió al trono tras la muerte de su padre, Fernando II, el 22 de mayo de 1859. Su primer ministro, Carlo Filangieri, comprendiendo la importancia de las victorias franco-piamontesas en Lombardía durante la Guerra de Independencia Italiana, recomendó a Francisco (ahora Francisco II) que aceptase la alianza que le proponía el primer ministro piamontés, Camillo Benso, conde de Cavour. El 7 de junio de ese año una parte de la Guardia Suiza se amotinó, y mientras el rey planeaba su revancha ante el agravio, el General Nunziante reclutó a más soldados que obligaron a rendirse a los amotinados, y ordenó su fusilamiento. El incidente fue la causa del desbande de la Guardia Suiza, uno de los sostenes más fuertes de la dinastía.
Cavour propuso una alianza para dividir los Estados Pontificios entre el Piamonte y Nápoles, con excepción de la provincia de Roma, pero Francisco II rechazó la idea, que a su entender era un sacrilegio contra la Iglesia católica. Filangieri reclamó la promulgación de una constitución como única forma de mantener la dinastía borbónica en Nápoles, pero hubo de renunciar ante la negativa del rey sobre este tema.
Entre tanto, los grupos revolucionarios conspiraron para promover la caída de los Borbones en Calabria y Sicilia, y Garibaldi comenzó a preparar su expedición militar hacia aquellas zonas. Una conspiración en Sicilia fue desvelada, y varios involucrados fueron reprimidos con inusitada brutalidad; no obstante, Rosalino Pilo y Francesco Crispi habían organizado la resistencia, y cuando Garibaldi desembarcó en Marsala en mayo de 1860 éste conquistó la isla con increíble rapidez.

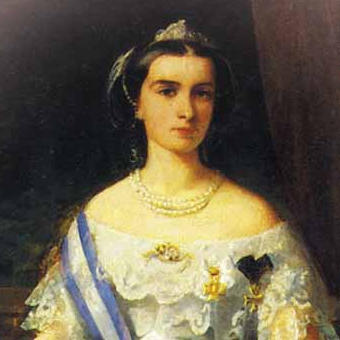
María Sofía de Baviera, esposa de Francisco.

Estos hechos finalmente obligaron a Francisco II a prometer una constitución, pero tras su promulgación la noticia fue recibida con protestas en Nápoles y con la renuncia masiva de sus ministros. Liborio Romano se convirtió en jefe del gobierno; la marina y el ejército también comenzaron a desintegrarse, y Cavour envió un cuerpo militar de observación. Garibaldi, que cruzó el estrecho de Mesina, avanzó luego hacia el norte, siendo aclamado en todas partes como un libertador. Francisco II, tras muchas vacilaciones e incluso un intento de parlamentar con el propio Garibaldi, abandonó Nápoles el 6 de septiembre de 1860 en compañía de la reina María Sofía, la corte, el cuerpo diplomático extranjero (exceptuando a los representantes francés y británico), y se dirigió por mar a Gaeta, donde encontró aún apoyo militar a su favor. Al día siguiente Garibaldi hacía su entrada triunfal en Nápoles, donde formó gobierno.

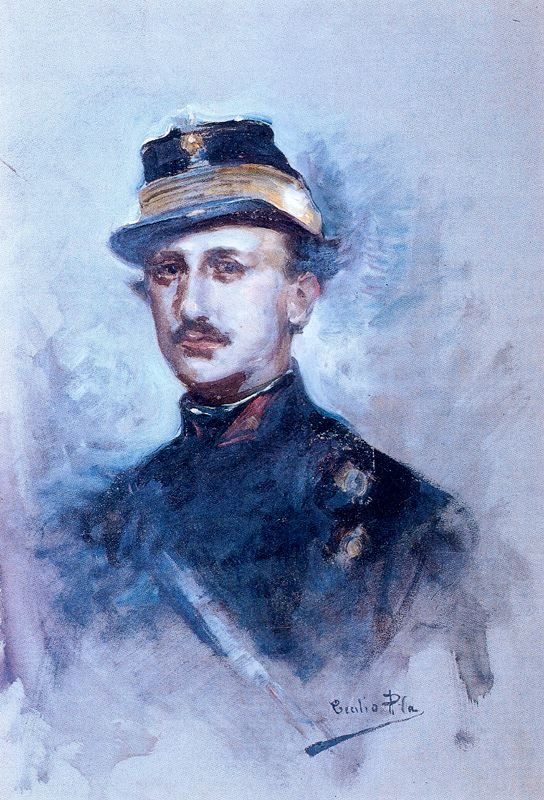
Francisco II de Nápoles, pintura de Cecilio Plá (c. 1880).

Víctor Manuel de Saboya había decidido invadir los Estados Pontificios, y tras haber ocupado la Romaña y Marcas entró en el territorio del reino de las Dos Sicilias. Las tropas de Garibaldi (conocidos como los "camisas rojas") derrotaron a los monárquicos napolitanos en la batalla del Volturno (1 y 2 de octubre de 1860), mientras los piamonteses se hacían con Capua. Sólo Gaeta, Mesina, y Civitella del Tronto resistieron hasta el final, comenzando el sitio de la primera de estas ciudades por los piamonteses el 6 de noviembre de 1860. Francisco II y María Sofía permanecieron en Gaeta haciendo gala de su sangre fría y buen temperamento, incluso después de que se retirara la flota francesa (enviada por el emperador Napoleón III para evitar un ataque por mar). La fortaleza de Gaeta capituló finalmente el 12 de febrero de 1861. Los depuestos reyes sicilianos se retiraron a Roma, donde continuaron protestando contra los actos de los piamonteses, sin obtener éxito.

### Últimos años
El reino de Nápoles fue anexionado al reino de Italia, y Francisco II y María Sofía llevaron desde entonces una vida errante que los obligó a residir en Austria, Francia y Baviera. Francisco vivió durante un tiempo en el castillo de Garatshausen, en el lago Starnberg, que su esposa había comprado a su hermano, el duque Luis de Baviera en 1870. Finalmente, murió en Arco, en el Tirol, durante uno de sus viajes para someterse a tratamientos termales. Su viuda lo sobrevivió más de treinta años, hasta su propia muerte en 1925.

## Causa de beatificación y canonización
El 11 de diciembre de 2020, el Cardenal Crescenzio Sepe, Arzobispo de Nápoles, presentó la causa de beatificación del rey Francisco II de las Dos Sicilias, el Papa Francisco declaró al rey Siervo de Dios.

## Títulos y tratamientos
| ● 16 de enero de 1836-22 de mayo de 1859:     | Su alteza real Francisco de Borbón, duque de Calabria, príncipe las Dos Sicilias |
| ● 22 de mayo de 1859-27 de diciembre de 1894: | Su majestad el rey de las Dos Sicilias                                           |

## Órdenes
- Caballero gran cruz de la Orden de San Fernando.[3] (Reino de España)